# Liste der Naturdenkmale in Rainau
| Naturdenkmale | Anzahl |
| ------------- | ------ |
| FND           | 5      |
| END           | 6      |
| Gesamt        | 11     |

Die Liste der Naturdenkmale in Rainau nennt die verordneten Naturdenkmale (ND) der im baden-württembergischen Ostalbkreis liegenden Gemeinde Rainau. In Rainau gibt es insgesamt elf als Naturdenkmal geschützte Objekte, davon fünf flächenhafte Naturdenkmale (FND) und sechs Einzelgebilde-Naturdenkmale (END).
Stand: 1. November 2016.

## Flächenhafte Naturdenkmale (FND)
| Name                                  | Bild | Kennung     | Einzelheiten | Position | Fläche Hektar | Datum |
| ------------------------------------- | ---- | ----------- | ------------ | -------- | ------------- | ----- |
| Baumbestand am Limestor bei Dalkingen |      | 81360890003 | Rainau       | ⊙        | 0,3           |       |
| Burgstall bei Buch                    | BW   | 81360890002 | Rainau       | ⊙        | 1,3           |       |
| Eichengruppe am Rückhaltebecken       | BW   | 81360890011 | Rainau       | ⊙        | 0,2           |       |
| Flachwasser am Limes                  | BW   | 81360890001 | Rainau       | ⊙        | 0,2           |       |
| Jagstschlingen bei Saverwang          | BW   | 81360890007 | Rainau       | ⊙        | 5,0           |       |
| Legende für Naturdenkmal              |      |             |              |          |               |       |

## Einzelgebilde (END)
| Name                                       | Bild | Kennung     | Einzelheiten | Position | Fläche Hektar | Datum |
| ------------------------------------------ | ---- | ----------- | ------------ | -------- | ------------- | ----- |
| Alte Eiche in Schwabsberg                  | BW   | 81360890004 | Rainau       | ⊙        | 0,0           |       |
| Alte Eiche in Weiler                       | BW   | 81360890005 | Rainau       | ⊙        | 0,0           |       |
| 1 Eiche im Gewann Pfahl                    | BW   | 81360890008 | Rainau       | ⊙        | 0,0           |       |
| 1 Eiche mit Kruzifix im Gewann Pfahl       | BW   | 81360890009 | Rainau       | ⊙        | 0,0           |       |
| 1 Eiche westlich Weiler                    | BW   | 81360890006 | Rainau       | ⊙        | 0,0           |       |
| 1 Winterlinde nördl.des Bahnhofs Goldshöfe | BW   | 81360890010 | Rainau       | ⊙        | 0,0           |       |
| Legende für Naturdenkmal                   |      |             |              |          |               |       |